# Noël Lajoie
Pour les articles homonymes, voir Lajoie.
Noël Lajoie, né le 12 décembre 1927 à Clermont-Ferrand et mort le 24 août 2014 à Thiers (Puy-de-Dôme),, est un coureur cycliste français professionnel de 1950 à 1955.

## Palmarès
- 1945
  - Premier pas Dunlop
- 1950
  - 5e du Grand Prix du Midi libre
- 1952
  - 3e du Grand Prix des chaussures Léon Daniel
- 1953
  - 2e étape du Tour du Sud-Est
- 1954
  - 2e du Circuit du Cher

## Résultats sur les grands tours

### Tour de France
2 participations
- 1950 : 45e
- 1952 : abandon (11e étape)